# جوردي توريس
جوردي توريس (بالإسبانية: Jordi Torres)‏ مواليد 27 أغسطس 1987 في برشلونة، إسبانيا، هو متسابق دراجات نارية إسباني. نافس في بطولة العالم للسوبربايك.

## روابط خارجية
- جوردي توريس على موقع MotoGP.com (الإنجليزية)
- جوردي توريس على موقع WorldSBK.com (الإنجليزية)
- جوردي توريس على موقع AS.com (الإسبانية)